# Dalophia gigantea
Dalophia gigantea là một loài bò sát trong họ Amphisbaenidae. Loài này được Peracca mô tả khoa học đầu tiên năm 1903.